# Lactura schausia
Lactura schausia is een vlinder uit de familie van de Lacturidae. De wetenschappelijke naam van de soort is voor het eerst geldig gepubliceerd in 1920 door Busck.